# Sima Los Escorpiones
Sima Los Escorpiones es el nombre que recibe un sistema de cuevas localizadas al oriente del país suramericano de Venezuela, específicamente ubicadas en el macizo del Turimiquire en el municipio Sotillo del estado Estado Anzoátegui. Posee una longitud vertical de 411 metros con un desnivel de -440 metros, lo que la convierte en la más profunda del estado Anzoátegui y de Venezuela, además de la cuarta en Suramérica según datos de la Universidad de Oriente hasta el año 2010. Sin embargo aún no ha sido explorada totalmente.
Fueron llamadas así porque en su interior hay una peligrosa población de escorpiones, que es la segunda más venenosa del país.